# Vicepresidente della Turchia
Il vicepresidente della Turchia è il secondo più alto ufficio costituzionale esistente in Turchia, dopo il Presidente.
La carica è stata creata a seguito del referendum costituzionale del 2017 con cui la Turchia è passata da essere una repubblica parlamentare a una repubblica presidenziale e, tra le conseguenze, la sostituzione della figura del primo ministro con quella del vicepresidente.
L’attuale vicepresidente turco, in carica dal 4 giugno 2023, è Cevdet Yılmaz, nominato dal presidente Recep Tayyip Erdoğan.

## Elenco
| AKP (2) | AKP (2) | AKP (2)              | AKP (2)        | AKP (2)       | AKP (2) | AKP (2)                                         | AKP (2) | AKP (2)    | AKP (2)              |
| N.      | Foto    | Vicepresidente       | Carica         | Carica        | Partito | Incarico precedente                             | Mandato | Presidente | Presidente           |
| N.      | Foto    | Vicepresidente       | Inizio         | Termine       | Partito | Incarico precedente                             | Mandato | Presidente | Presidente           |
| ------- | ------- | -------------------- | -------------- | ------------- | ------- | ----------------------------------------------- | ------- | ---------- | -------------------- |
| 1       |         | Fuat Oktay (1964)    | 10 luglio 2018 | 4 giugno 2023 | AKP     | Sottosegretario al Primo ministro della Turchia | 1       |            | Recep Tayyip Erdoğan |
| 2       |         | Cevdet Yılmaz (1967) | 4 giugno 2023  | in carica     | AKP     | Parlamentare                                    | 1       |            | Recep Tayyip Erdoğan |